# Nanocladius bubrachiatus
Nanocladius bubrachiatus är en tvåvingeart som beskrevs av Epler 1986. Nanocladius bubrachiatus ingår i släktet Nanocladius och familjen fjädermyggor. Inga underarter finns listade i Catalogue of Life.